# Дарваш, Йожеф
Йожеф Да́рваш (венг. Darvas József, 10 февраля 1912, с. Орошхаза — 3 декабря 1973, Будапешт) — венгерский писатель и политик.

## Биография
Йожеф Дарваш был заместителем председателя Национально-крестьянской партии с 1945 года, занимал должность министра религии и образования в период с 1950 по 1951 год, министра образования с 1951 по 1953 год, а также министра культуры с 1953 по 1956 год. Он был членом Совета при президенте Венгрии с 1971 года.
В своих работах описывает бедность деревни. После 1945 года в жанре социального реализма пишет рассказы, повести, романы и драмы о социальных переменах в венгерской деревне.